# Andreas Schweiger
Pour les articles homonymes, voir Schweiger.
Andreas Schweiger, né le 10 juin 1953 à Schwangau et mort le 5 novembre 2018 au même lieu, est un biathlète allemand. 

## Biographie
Schweiger intègre l'équipe nationale alors la première édition de la Coupe du monde en 1977-1978, où il obtient directement une troisième place à l'individuel de Ruhpolding.
Aux Championnats du monde 1978, il est médaillé de bronze du relais avec l'Allemagne de l'Ouest. Lors des Mondiaux 1981, il remporte cette fois la médaille d'argent dans cette même épreuve.
En 1983, pour sa dernière saison internationale, il ajoute deux podiums individuels en Coupe du monde à son palmarès.

## Palmarès

### Championnats du monde
- Championnats du monde 1978 :
  -  Médaille de bronze au relais.
- Championnats du monde 1981 :
  -  Médaille d'argent au relais.

### Coupe du monde
- Meilleur classement général : 14e en 1983.
- 3 podiums individuels : 1 deuxième place et 1 troisième place.

### National
- Champion de RFA de l'individuel en 1978 et 1979.